# Stjernøya
Stjernøya (en sami septentrional: Stierdná) es una isla localizada al oeste del condado de Finnmark, Noruega. La isla de 248,1 km² se encuentra en la desembocadura de fiordo de Alta en la zona sur del estrecho de Sørøysundet. Está dividido entre los municipios de Loppa, Hasvik, y Alta. El punto más alto de la isla es la montaña Kjerringfjordfjellet, con 960 metros de altura. Uno de los fiordos más grandes de la isla es el Sørfjorden. Había 80 residentes en la isla montañosa en 2012. La principal zona poblada es el pueblo de Store Kvalfjord, ubicado al noreste de la isla. Al sur de la isla, se encuentra una gran mina de sienita lefnílica en Lillebukt. La isla está separada del continente europeo por el estrecho de Stjernsundet.